# Saint-Fiacre (Côtes-d'Armor)
Saint-Fiacre is een gemeente in het Franse departement Côtes-d'Armor (regio Bretagne) en telt 219 inwoners (2005). De plaats maakt deel uit van het arrondissement Guingamp.

## Geografie
De oppervlakte van Saint-Fiacre bedraagt 9,9 km², de bevolkingsdichtheid is 22,1 inwoners per km².
De onderstaande kaart toont de ligging van Saint-Fiacre (Côtes-d'Armor) met de belangrijkste infrastructuur en aangrenzende gemeenten.

## Demografie
Onderstaande figuur toont het verloop van het inwonertal (bron: INSEE-tellingen).
1. ↑  Populations de référence 2022.